# Arlay (comuna suprimida)
Arlay era una comuna francesa, situada en la región de Borgoña-Franco Condado, departamento de Jura, en el distrito de Lons-le-Saunier y cantón de Bletterans, que el 1 de enero de 2016 fue suprimida al fusionarse con la comuna de Saint-Germain-lès-Arlay, formando la comuna nueva de Arlay. 

## Demografía
| Gráfica de evolución demográfica de Arlay (comuna suprimida) entre 1800 y 2013 |
|                                                                                |

Fuentes: Ehess/Cassini e Insee.